# Boyd (Minnesota)
Boyd é uma cidade localizada no estado americano de Minnesota, no Condado de Lac qui Parle.

## Demografia
Segundo o censo americano de 2000, a sua população era de 210 habitantes.

## Geografia
De acordo com o United States Census Bureau tem uma área de 1,4 km², dos quais 1,4 km² cobertos por terra e 0,0 km² cobertos por água.

## Localidades na vizinhança
O diagrama seguinte representa as localidades num raio de 20 km ao redor de Boyd. 